# Podgoria, Buzău
Podgoria (în trecut, Jideni) este satul de reședință al comunei cu același nume din județul Buzău, Muntenia, România. Are o fabrică de încălțăminte și o crescătorie de animale. .